# Modrásek ligrusový
Modrásek ligrusový (Polyommatus damon) je druh denního motýla z čeledi modráskovitých (Lycaenidae). Rozpětí křídel motýla je 30 až 36 mm. Samci mají blankytně modrá křídla s širokým tmavým lemem, který není z vnitřní strany ohraničen. Samice jsou tmavě hnědé a vzácně mohou mít matné příkrajní oranžové skvrny. Na rubu zadních křídel mají obě pohlaví výrazný bílý paprsek.

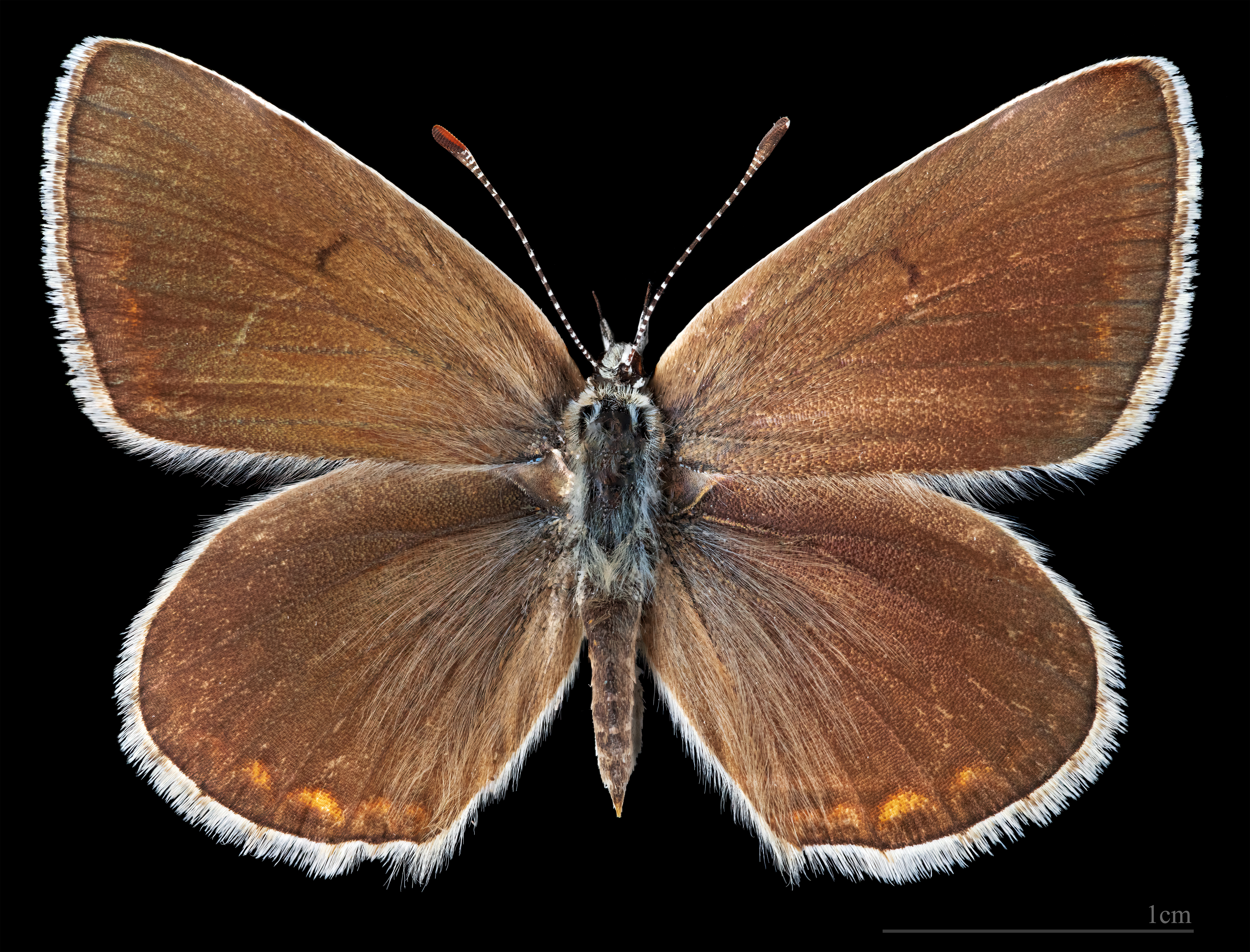
Polyommatus d. damone  ♀
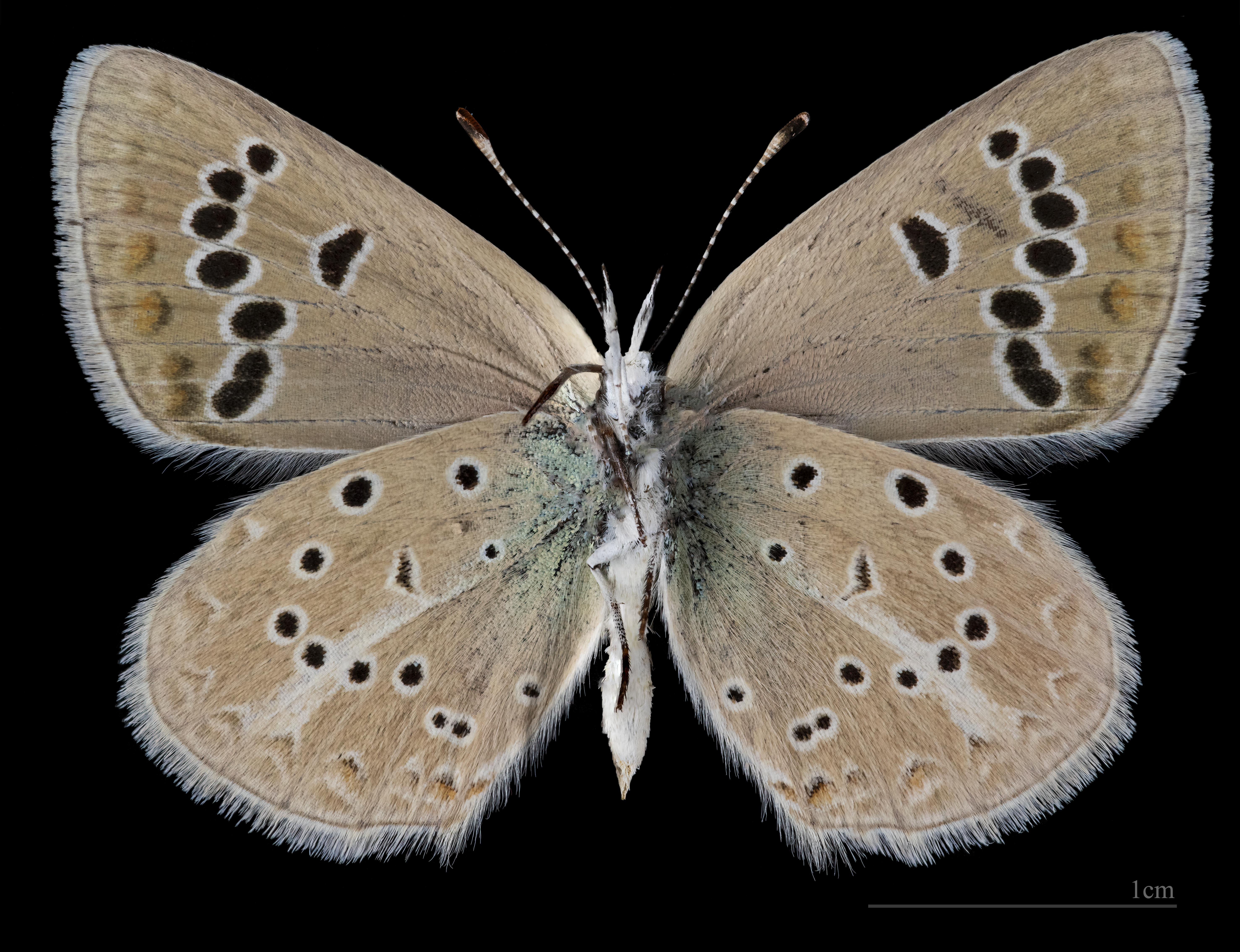
Polyommatus d. damone  ♀ △

## Výskyt

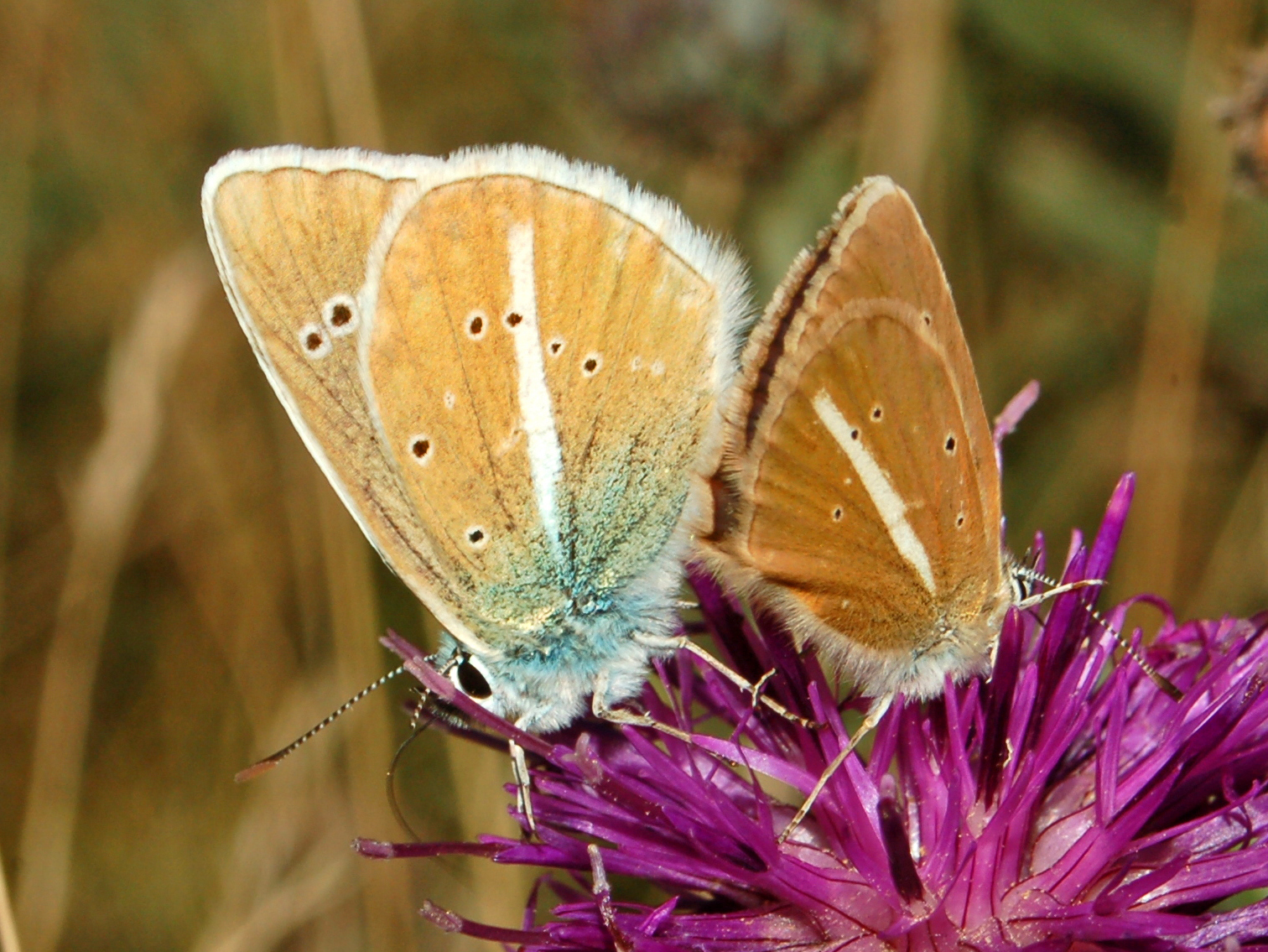
Motýl má na rubu zadních křídlech výrazný bílý paprsek

Motýl je rozšířený ostrůvkovitě od Španělska přes Itálii, střední Evropu a západní části Balkánu dále na východ až po Mongolsko. V České republice, kde přežívají poslední nepočetné kolonie, se i v minulosti vyskytoval velmi lokálně v teplých oblastech. Zahlédnout ho lze na stepích, slunných svazích a v suchých úvozech.

## Chování a vývoj
Živnými rostlinami modráska ligrusového jsou vičenec ligrus (Onobrychis viciifolia) a vičenec písečný (Onobrychis arenaria). Samice klade vajíčka hlavně do okvětních listenů živných rostlin. Housenky, které jsou příležitostně myrmekofilní, se živí zprvu svrchní epidermální vrstvou lístků, později přijímají květy a květní pupeny. Motýl je jednogenerační (monovoltinní). Dospělce lze zahlédnout od července do začátku září. Přezimuje vajíčko nebo housenka v 1. instaru.

## Ochrana a ohrožení
V České republice je tento druh modráska kriticky ohrožen a je blízko vymření. V současné době se vyskytuje jen na několika málo lokalitách v nepočetných koloniích na jižní Moravě a v Českém středohoří. Motýla, který ke svému vývoji potřebuje mozaikovité kosení a dostatečně rozsáhlé porosty vičence, ohrožuje zarůstání vhodných stanovišť.